# Ormosia nigripennis
Ormosia nigripennis är en tvåvingeart som beskrevs av Alexander 1936. Ormosia nigripennis ingår i släktet Ormosia och familjen småharkrankar. Inga underarter finns listade i Catalogue of Life.